# Half the World Is Watching Me
Half the World Is Watching Me је други албум данског инди бенда Мју, који је  објављен 2000 године.
Други албум објавила је издавачка кућа  'Evil Office' која се налази у Мјуовом њиховом власништву.
Албум је штампан у око 5000 примерака, и његова цена на аукцијама достизала је и 200$, док бенд није одлучио да поново изда албум. Реиздање албума појавило се 6. августа, заједно са још девет бонус песама.
Постоје три верзије албума овог албума, од којих прва верзија садржи скривену песму "Завршетак", због које неки музички уређаји нису могли да репродукују ЦД. Да би надокнадили ово, албум је штампан поново, али овог пута без "завршетка" и укључујући 8 нових песама (трећа верзија албума), као и две бонус песме.

## Списак песама

### Прво издање
Година издања: 2000
0. "Завршетак" – 2:11
1. "" – 4:43
2. "" – 2:58
3. "" – 4:08
4. "" – 4:25
5. "" – 4:22
6. "156" – 4:48
7. "" – 5:18
8. "" – 8:46

- Да бисте нашли скривену песму "завршетак", која се препознаје по љубичастом кружићу на средини диска, пустите уводну песму "Am I Wry? No" и премотајте после 0:00 како бисте је нашли.

### Друго издање
Година издања:2000
1. ""  – 4:43
2. "" – 2:58
3. "" – 4:08
4. "" – 4:25
5. "" – 3:16
6. "156" – 4:48
7. "" – 5:18
8. "" – 8:46
9. "" – 4:01*
10. "" – 2:01*

(*) = Бонус песме

### Треће издање
Година издања: 6. август 2007
1. ""  – 4:43
2. "" – 2:58
3. "" – 4:08
4. "" – 4:25
5. "" – 3:16
6. "156" – 4:48
7. "" – 5:18
8. "" – 8:46

### Бонус диск за реиздање из2007
1. "" (друга верзија) – 3:05
2. "" (уживо 2001) – 3:19
3. "" (уживо 2001) – 3:42
4. "" (уживо 2001) – 2:43
5. "" (уживо 2001) – 5:32
6. "156" (Cubase Demo) – 5:22
7. "" (демо верзија) – 3:29
8. "" (демо верзија) – 7:49